# Francesca Rossi
Francesca Rossi, född 7 december 1962, är en italiensk datavetare som forskare inom artificiell intelligens. Hon är professor vid Universitetet i Padua. 